# Anastreptus andreini
Anastreptus andreini är en mångfotingart som först beskrevs av Henri W. Brölemann 1903.  Anastreptus andreini ingår i släktet Anastreptus och familjen Spirostreptidae. Inga underarter finns listade i Catalogue of Life.